# يوم الصمت

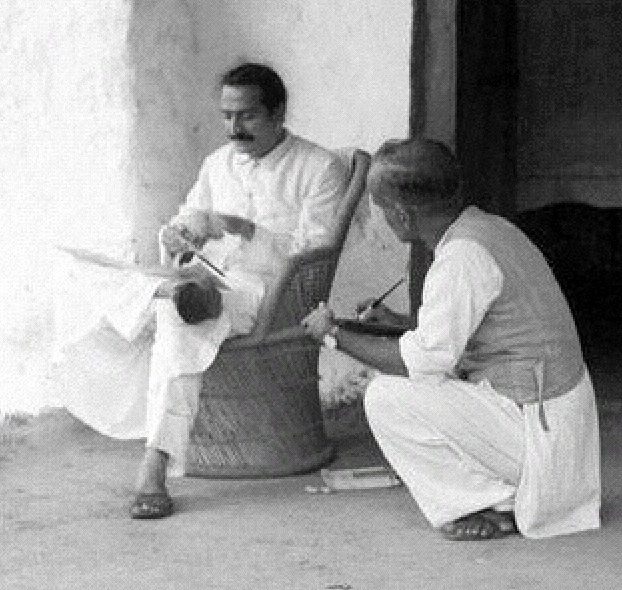
مهر بابا يملي رسالة على لوحه الأبجدي ، 1936

يوم الصمت هو الاسم الذي يطلقه أتباع المعلم الروحي الهندي مهير بابا على ممارستهم لإحياء ذكرى 10 يوليو من كل عام من خلال الحفاظ على الصمت الكلامي لمدة أربع وعشرين ساعة.
من 10 يوليو 1925 حتى وفاته في عام 1969 ، كان ماهر بابا صامتا. كان أول من تحدث عن طريق استخدام لوحة أبجدية، وفي وقت لاحق عن طريق إيماءات اليد التي تم تفسيرها وتحدث بها أحد مندلي له (التلاميذ المكرسة) ، عادة من قبل تلميذه إيروش جسوالا. لسنوات عديدة، طلب بابا من أتباعه القيام بمختلف أعمال التقشف في هذا التاريخ. بالإضافة إلى التزام الصمت، طلب بابا أحيانًا من أتباعه الصوم ، والصلاة ، وتكرار أسماء الله ، والممارسات المماثلة. في طلبه الأخير إلى أتباعه حول هذا الموضوع، في عام 1968 ، سأل فقط أن يصمتوا.
وبينما لم يؤسس مهر بابا لأي أمر بممارسة هذا التقليد شكل مستمر حتى بعد وفاته، فإن أغلبية أتباعه يلتزمون الصمت طواعية في 10 يوليو.

 قال مهيرعن صمته: 
 إن عدم قدرة الإنسان على عيش كلمات الله يجعل من تعليم حركة Avatar سخرية.  بدلا من ممارسة الرحمة ، قام الإنسان بشن حروب باسمه.  فبدلاً من أن يعيش الإنسان التواضع والنقاء وصدق كلماته ، فقد أفسح المجال للكراهية والجشع والعنف.  لأن الإنسان كان أصمّاً على المبادئ والمبادئ التي وضعها الله في الماضي ، في هذا الشكل الواقعي ، أراقب الصمت.  

## روابط خارجية
- ذكر يوم الصمت على موقع dailyasianage.com
- ذكر يوم الصمت على موقع historykey.com